# Thomas Mun
Sir Thomas Mun (17 de junho de 1571 — 21 de julho de 1641) foi um escritor inglês sobre economia, muitas vezes considerado o último dos primeiros mercantilistas. Ele é mais conhecido por ter atuado como diretor da Companhia das Índias Orientais. Devido à sua forte crença no Estado e à sua experiência prévia como comerciante, Mun assumiu um papel de destaque durante a depressão econômica que começou em 1620. Para defender a Companhia das Índias Orientais e restaurar a estabilidade econômica da Inglaterra, Mun publicou a obra A Discourse of Trade from England unto the East-Indies.
Baseando-se nos princípios mercantilistas, Mun elaborou um conjunto proposto de "meios para enriquecer um reino", centrado em garantir que as exportações superassem as importações. Em outras palavras, Mun defendia a obtenção de uma balança comercial positiva que levaria ao aumento constante da riqueza da Inglaterra. Thomas Mun também é amplamente considerado um pensador sofisticado e tornou-se uma figura importante na história da teoria econômica.

## Vida e contexto
Thomas Mun nasceu em junho de 1571. Era o terceiro filho de uma influente família londrina estabelecida nas imediações de St Andrew Hubbard, onde foi batizado em 17 de junho de 1571. Seu pai, John Mun, e seu padrasto ganhavam a vida como merceeiros. Seu avô, também chamado John Mun, foi responsável pelos cunhadores de moedas na Casa da Moeda Real da Inglaterra. Graças aos laços familiares, presume-se que Thomas tenha adquirido conhecimentos sobre questões monetárias e econômicas. Aos 41 anos, casou-se com Ursula Malcott, com quem teve três filhos: John, Ann e Mary. Eles residiam na paróquia de St Helen Bishopsgate.
Nada se sabe sobre sua educação formal, mas sua carreira como comerciante começou por volta de 1596, quando tornou-se membro da Companhia dos Merceeiros e se envolveu com o comércio no Mar Mediterrâneo, especialmente com a Itália e o Oriente Médio. Obteve sucesso como comerciante e acumulou grande fortuna. Em 1615, devido à sua prosperidade, foi eleito diretor da Companhia das Índias Orientais e, em 1622, nomeado membro da comissão permanente de comércio. O restante de sua carreira profissional foi dedicado à defesa e promoção dos interesses da Companhia.

## Diretor da Companhia das Índias Orientais
Em colaboração com a Coroa Britânica, a Companhia das Índias Orientais era uma empresa de comércio estabelecida para colonizar novas terras e negociar com as Índias Orientais. Em 1615, Mun foi eleito diretor da empresa e buscou garantir seu pleno funcionamento. Isso significava maximizar a riqueza e aumentar as exportações. Em 1620, com o início da depressão, o papel de Mun na economia tornou-se mais relevante. Ele precisou não apenas defender a Companhia das críticas, mas também ajudar o governo a corrigir a economia.
A crise comercial que levou à depressão teve duas causas principais. Primeiro, por meio da Companhia, a Inglaterra estava importando da Índia muito mais do que exportava. Essa balança comercial negativa implicava perda de riqueza, segundo os princípios do mercantilismo. Segundo, para pagar essas importações, a Inglaterra enviava metais preciosos para a Índia. Como o papel-moeda ainda não era utilizado na Europa Setentrional, exportar metais preciosos era inaceitável. No entanto, para a Companhia, as restrições à exportação de metais preciosos foram reduzidas.
Essa situação gerou críticas à Companhia, e Mun foi colocado como seu representante. Sua tarefa era limpar o nome da empresa e convencer o público de que suas ações eram benéficas. Ele expressou seus argumentos em seu primeiro livro publicado, A Discourse of Trade from England Unto the East Indies.

## Políticas econômicas
Segundo Mun, o comércio exterior era a melhor forma de aumentar a riqueza de uma nação. Mais especificamente, as exportações deveriam superar as importações. Todas as outras medidas econômicas seriam secundárias. Como afirma em England's Treasure by Foreign Trade: “devemos vender mais aos estrangeiros a cada ano do que consumimos dos bens deles”. Para atingir essa balança comercial positiva, Mun propôs as seguintes diretrizes:
- Bens importados que podem ser produzidos internamente devem ser proibidos.
- Reduzir o consumo de artigos de luxo importados incentivando o gosto pelos produtos ingleses.
- Reduzir impostos sobre exportações de produtos fabricados para mercados externos.
- Se não houver alternativas disponíveis para seus vizinhos, a Inglaterra deve cobrar mais caro por suas exportações.
- Cultivar terras improdutivas para aumentar a produção e reduzir importações.
- Todo transporte marítimo deve ser realizado exclusivamente em embarcações inglesas.

## Publicações
- A Discourse of Trade from England Unto the East Indies (1621)
- England's Treasure by Foreign Trade (1628)

### A Discourse of Trade from England Unto the East Indies
A obra de Mun de 1621 é, em grande parte, uma defesa da ética da Companhia. Devido à prática da Companhia de exportar prata, a opinião pública voltou-se contra ela, ameaçando seu monopólio comercial. O livro foi escrito para responder às acusações de que a Companhia causava a escassez de prata e, por consequência, a depressão. Mun argumentou com veemência que a perda de metais preciosos não era, por si só, prejudicial à economia.
Ele defendeu que, indiretamente, as práticas da Companhia beneficiavam a economia. Parte dos bens importados geravam lucro quando reexportados para o Continente Europeu, e o setor naval e os empregos portuários também cresceram significativamente.
No fim, Mun foi bem-sucedido em proteger a reputação da Companhia e aliviar a pressão de seus críticos. Sua brilhante defesa foi uma das razões pelas quais foi nomeado membro da Comissão Permanente de Comércio em 1622.

### England's Treasure by Foreign Trade
Embora sua primeira publicação lhe trouxesse reputação, foi sua segunda obra que o tornou mais conhecido. Durante sua atuação no Conselho Privado, Mun escreveu England's Treasure by Forraign Trade, or the Balance of Forraign Trade is the Rule of Our Treasure. Embora provavelmente escrito entre 1620–1630, o livro só foi publicado em 1664 por seu filho John e dedicado ao Conde de Southampton.
Influenciado por sua experiência como comerciante e diretor da Companhia, o livro aborda diversos tópicos. Notavelmente, refuta as ideias de Gerard de Malynes e Edward Misselden, sendo contra a taxa de câmbio fixa defendida por Malynes. Mun apresenta ali sua teoria da balança comercial, defendendo que a Inglaterra deveria exportar mais do que importar para aumentar sua riqueza.
Contudo, o tom da obra não é tão otimista quanto parece. Boa parte do livro critica os ingleses por não serem como os holandeses, que tinham ética de trabalho rigorosa, evitavam o consumo ostentatório e mantinham práticas comerciais disciplinadas — qualidades que, segundo Mun, faltavam aos britânicos.